# Grande symphonie funèbre et triomphale

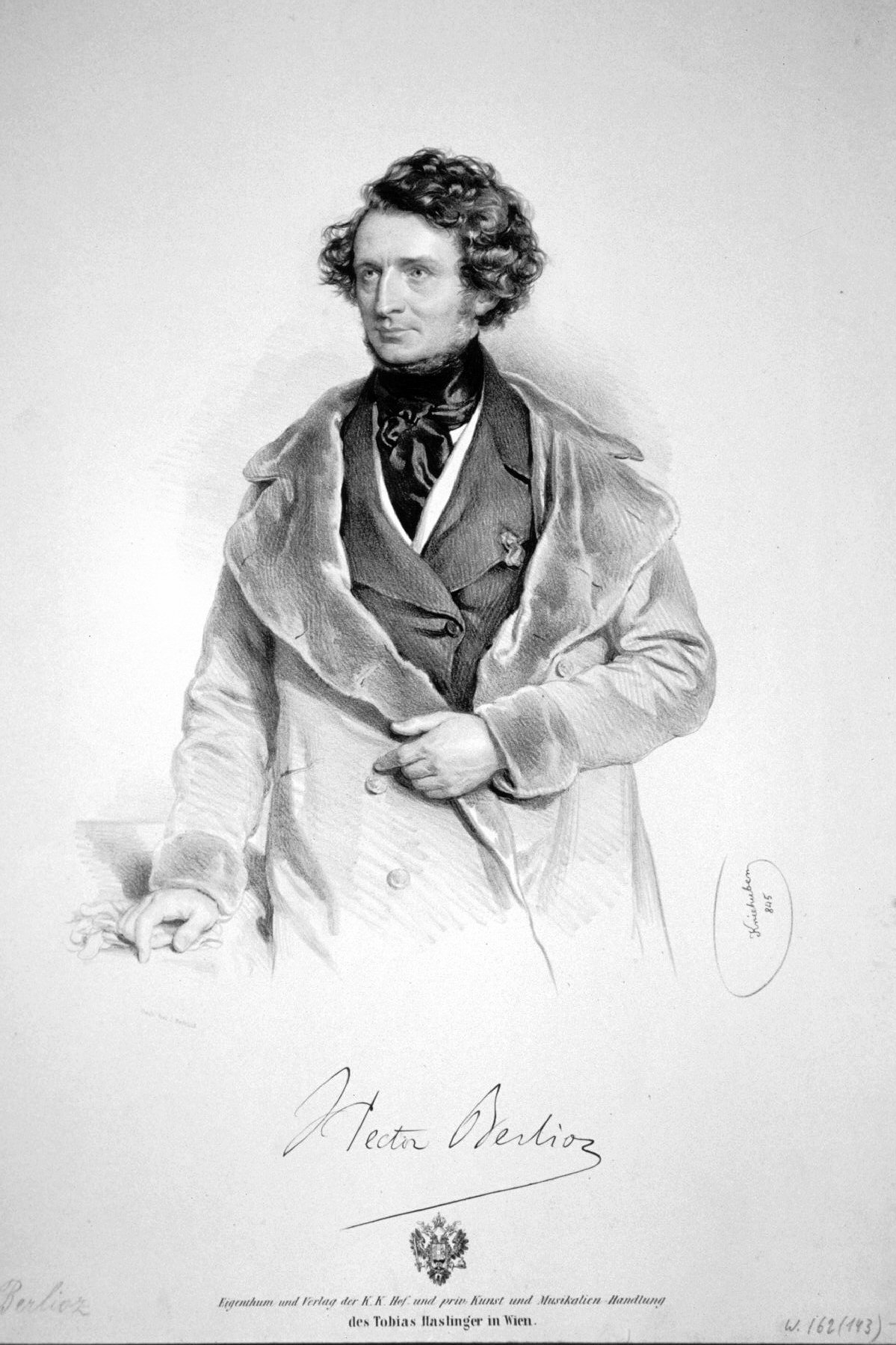
Berlioz, 1845.

Grande symphonie funèbre et triomphale, Op. 15 H. 80 (en español, Gran sinfonía fúnebre y triunfal) es la cuarta y última sinfonía compuesta por Hector Berlioz en 1840. La obra está dedicada a S.A.R. el duque de Orléans. Se trata de uno de los primeros ejemplos de una sinfonía escrita para banda sinfónica.

## Historia

### Composición
La composición de la obra se completó en julio de 1840. El Ministro del Interior de Francia Charles de Rémusat ofreció a Berlioz diez mil francos para que escribiera una pieza para las celebraciones del décimo aniversario de la Revolución de 1830 que había llevado al trono a Luis Felipe I de Francia. Esta música estaba destinada a acompañar una ceremonia para conmemorar la inhumación tardía de los restos de aquellos que habían muerto luchando en la revolución, así como la inauguración de la Columna de Julio erigida en la Plaza de la Bastilla. Berlioz sentía poca simpatía por el régimen, pero el proyecto debió de atraerle no sólo por la generosa remuneración. Supuso la oportunidad de dar rienda suelta a su gusto por el efectismo y la grandiosidad, ya que se dio cuenta del potencial que encerraba un uso apropiado de fuerzas masivas. El compositor se volcó en el proyecto y lo escribió para una enorme banda de viento, con cuerdas y voces en el Finale. En principio la obra se tituló Sinfonía militar y posteriormente fue rebautizada como Sinfonía fúnebre y triunfal.
En enero de 1842 el compositor emprendió una revisión de la partitura, en la que le añadió en el Finale una parte opcional para cuerdas y un coro de cierre. Para el coro le encargó al poeta Antony Deschamps que escribiera un texto.

### Estreno y publicación

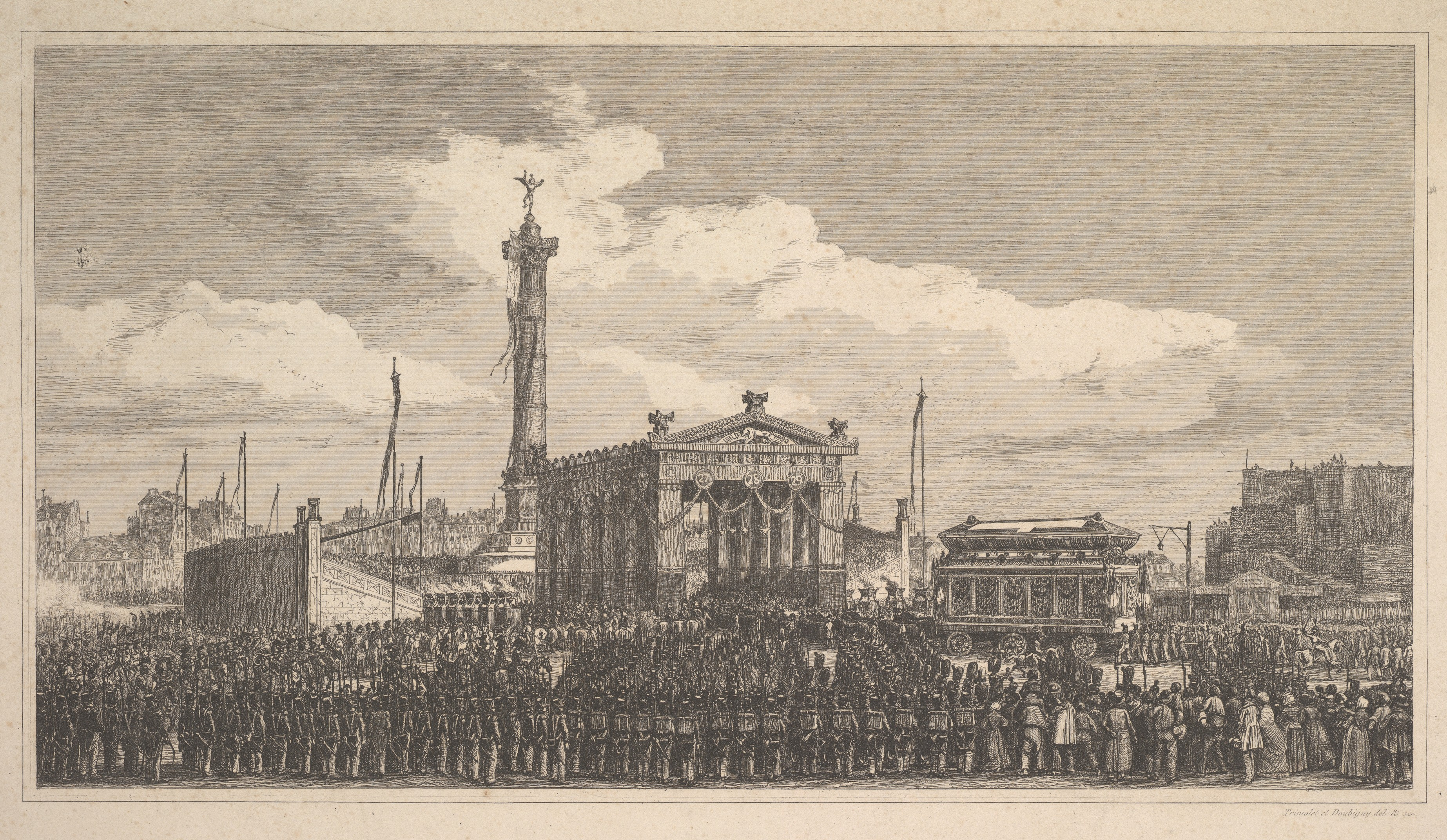
Inauguración de la Columna de Julio en 1840, lugar del estreno.

El estreno se celebró el 28 de julio de 1840 en la Plaza de la Bastilla de París bajo la dirección del propio compositor. La pieza originalmente fue compuesta para una banda militar de 200 músicos que marchaban en la procesión que acompañaba los restos de los caídos en la revolución en su camino hacia el entierro bajo la columna conmemorativa. La primera interpretación realmente fue el ensayo final previo a la ceremonia en el que Berlioz dirigió a la enorme banda ante un numeroso público. Según algunos testimonios, el maestro vestía el uniforme blanco de la Guardia Nacional y dirigía con una espada en lugar de la batuta. Los movimientos primero y tercero se interpretaron durante la procesión y el segundo durante la dedicación propiamente dicha. Pero en la celebración poco se pudo escuchar del Finale por encima de los vítores de la multitud ante la columna, por lo que fue un acierto que el compositor hiciera un ensayo previo.
La primera edición de la pieza fue llevada a cabo en 1843 por la editorial Maurice Schlesinger en París que publicó tanto la partitura orquestal completa como las partes.

## Instrumentación

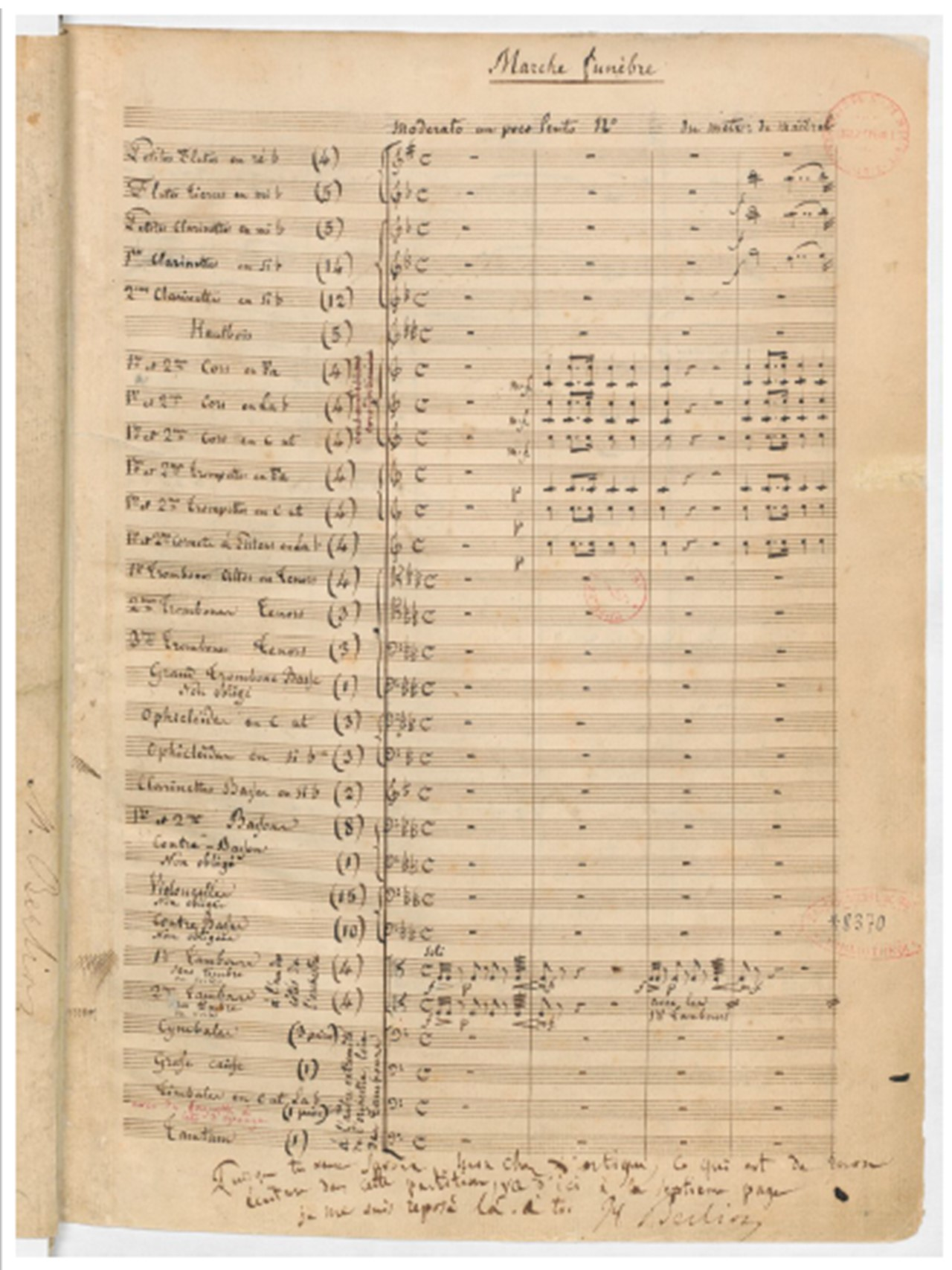
Primera página de la partitura manuscrita.

La partitura está escrita para una gran banda de viento, con cuerdas y coro opcionales para el Finale, formada por:
- Viento madera: 4 flautines en do, 5 flautas en do, 5 oboes en do, 5 clarinetes sopranino en mi bemol, 26 clarinetes (14 clarinetes I en si bemol y 12 clarinetes II en si bemol), 2 clarinetes bajos en si bemol, 8 fagotes, 1 contrafagot (opcional).
- Viento metal: 12 trompas (en fa, la bemol, mi bemol, re, do), 8 trompetas en fa, do y si bemol, 4 cornetas en la bemol, sol y si bemol, 10 trombones (tenores o altos, más uno solista en el segundo movimiento), 1 trombón bajo (opcional), 6 ophicleïdes o tubas (3 figles I, 3 figles II o 3 tubas I, 3 tubas II).
- Percusión: timbales (en do y la bemol, opcionales; 8 intérpretes) y una sección de percusión (3 intérpretes): 1 bombo, 4 cajas I, 4 cajas II, 3 pares de platillos, 1 gong, 1 chinesco.
- Cuerda: una sección de cuerdas con 20 violines I, 20 violines II, 15 violas, 15 violonchelos y 10 contrabajos (opcional).
- Voces: coro mixto SSTTBB (opcional).

El coro interviene en el último movimiento. Los violonchelos y contrabajos aparecen en el primer movimiento y en el último, mientras que los violines y las violas, en el último.

## Estructura y análisis
La sinfonía consta de tres movimientos:
- I. Marche funèbre. (Moderato un poco lento), en fa menor 4
4
- II. Oraison funèbre. (Adagio non tanto – Andantino un poco lento e sostenuto), en sol mayor 4
4
- III. Apothéose. (Allegro non troppo e pomposo), en si bemol mayor 4
4

La interpretación de esta obra dura aproximadamente entre 30 y 35 minutos. Se estructura en tres movimientos, en lugar de los cuatro habituales de la sinfonía clásica. En lugar de seguir el modelo que había establecido en su anterior sinfonía Romeo y Julieta, representa una vuelta a un estilo anterior a Beethoveniano en la tradición de la música ceremonial pública francesa monumental. Revela el lado clásico de Berlioz que por lo general era muy romántico. El compositor la consideraba una de sus obras «arquitectónicas», en las que predominan la estructura, los procesos tonales más deliberados, los ritmos menos complicados y una textura consistente. Sin embargo, la huella de Berlioz es inconfundible en las melodías largas y sinuosas, los cambios de armonía poco convencionales (aunque a intervalos mayores), los efectos impactantes y "el gran gesto". El compositor afirmó haber completado toda la partitura en tan sólo 40 horas, aprovechando gran parte del material musical para esta sinfonía de otras obras suyas inacabadas.

### I.Marche funèbre
El primer movimiento se titula "Marche funèbre" que significa "Marcha fúnebre". Lleva la indicación de tempo Moderato un poco lento y está escrito en la tonalidad de fa menor y en el compás de 4/4. Se abre con unos sonidos apagados de caja mientras las maderas despliegan una larga melodía en arco, lastimera, lúgubre pero digna en su contención. Se alternan episodios de serena consolación hasta llegar a un clímax, inexorable y casi bárbaro, que desata todas las fuerzas de los metales y la percusión. Se cierra con una cadencia más tradicional. El primer movimiento se construyó a partir de la Fête musicale funèbre à la mémoire des hommes illustres de la France, una enorme pieza ceremonial en siete movimientos que había iniciado en 1835 con la esperanza de venderla al gobierno francés. Según Julian Rushton, "Berlioz trabajaba mejor en grandes proyectos; cuando no les veía futuro, prefería no componer". Al parecer, abandonó esta pieza porque no pudo encontrar un patrocinador que pagase por ella.

### II.Oraison funèbre
El segundo movimiento se titula "Oraison funèbre" que significa "Oración fúnebre". Lleva las indicaciones de tempo Adagio non tanto – Andantino un poco lento e sostenuto, está escrito en sol mayor y en compás de 4/4.  Está dominado por un trombón solista. Estructuralmente consta de dos secciones. La primera es declamatoria y muestra la voz del trombón elogiosa. La segunda parte es un aria para el instrumento, orante y expresiva. Cuando la última nota se desvanece, comienza una emocionante transición, con un redoble de tambor sostenido y la entrada de fanfarrias de cada sección de metales.

### III.Apothéose
El tercer y último movimiento se titula "Apothéose" que significa "Apoteosis". Lleva las indicaciones de tempo Allegro non troppo e pomposo, está escrito en si bemol mayor y en compás 4/4. El Finale presenta un aire marcial tan conmovedor, orgulloso y galo como "La marsellesa". Es una brillante marcha triunfal. El impulso optimista de la música se mantiene a través de variaciones libres hasta que el tema de apertura regresa apoyado por las cuerdas y el coro, llevando la pieza a una conclusión transfigurada.

## Letra

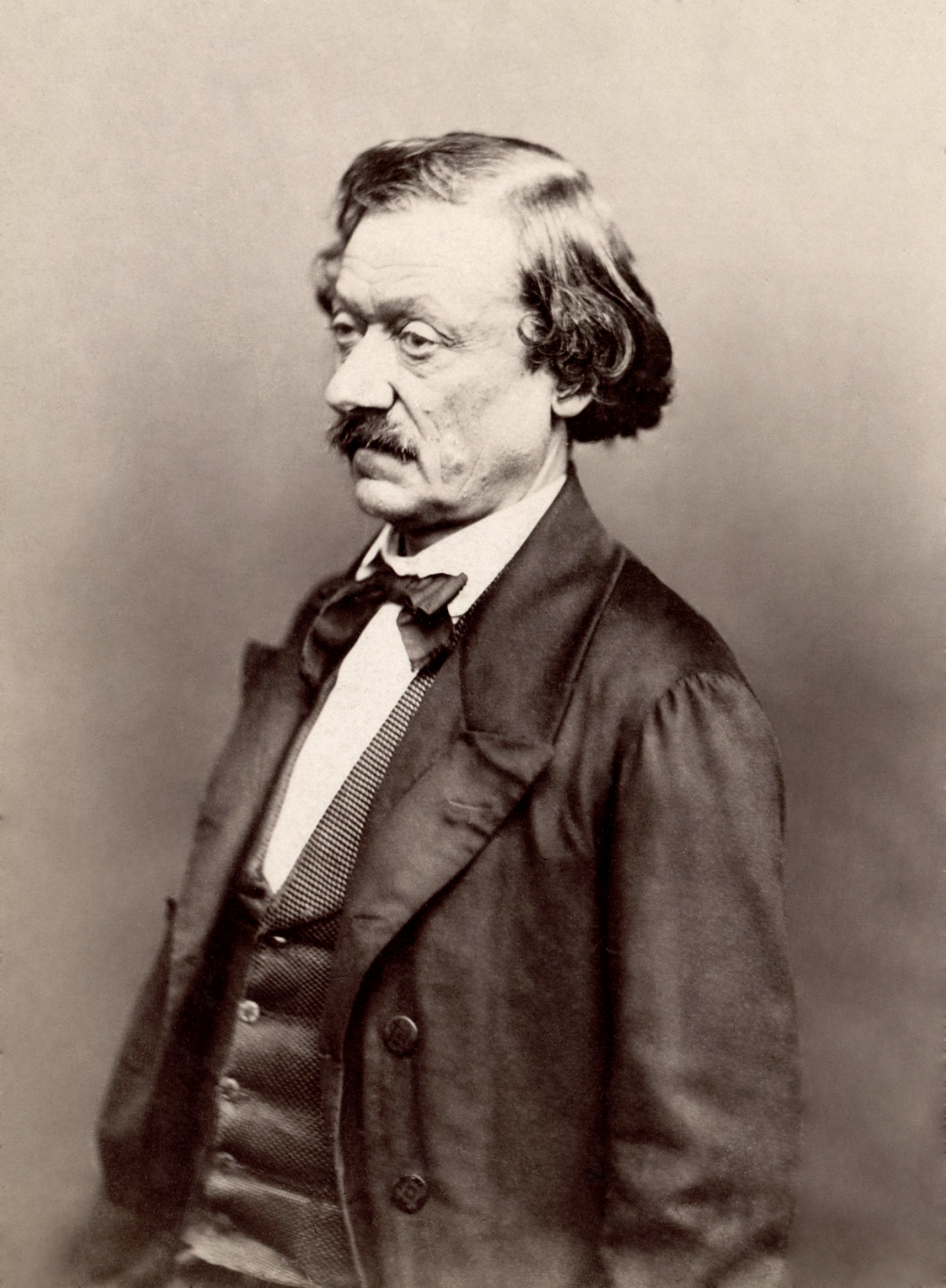
Antony Deschamps, autor de la letra.

Antony Deschamps escribió por encargo de Berlioz la letra que canta el coro al final de la pieza.

Gloire!

Gloire! Gloire et triomphe!

Gloire!

Gloire et triomphe, à ces Héros!

Gloire!

Gloire et triomphe!

Venez, élus de l'autre vie!

Changez, nobles guerriers, tous vos lauriers,

Pour des palmes immortelles!

Suivez les Séraphins, soldats divins,

Dans les plaines éternelles!

À leurs chœurs infinis, soyez unis!

Anges radieux, harmonieux, brûlants comme eux,

Entrez, sublimes victimes!

Gloire et triomphe, à ces Héros!

Ils sont tombés aux champs de la Patrie!

Gloire et respect à leurs tombeaux!

Venez, élus de l'autre vie!

Gloire!

Gloire et triomphe, à ces Héros!

Gloire!

Et respect!

À leurs ...

Tombeaux!
¡Gloria!

¡Gloria! ¡Gloria y triunfo!

¡Gloria!

¡Gloria y triunfo, a estos Héroes!

¡Gloria!

¡Gloria y triunfo!

¡Venid, elegidos de la otra vida!

¡Cambiad, nobles guerreros, todos vuestros laureles,

Por palmas inmortales!

¡Seguid a los Serafines, soldados divinos,

En las eternas llanuras!

¡A sus coros infinitos, uníos!

¡Radiantes, armoniosos ángeles, ardiendo como ellos,

Entrad, sublimes víctimas!

¡Gloria y triunfo, a estos Héroes!

¡Han caído en los campos de la Patria!

¡Gloria y respeto a sus tumbas!

¡Venid, elegidos de la otra vida!

¡Gloria!

¡Gloria y triunfo, a estos Héroes!

¡Gloria!

¡Y respeto!

¡A sus...

tumbas!

## Recepción de la obra
La obra tuvo tal éxito en el ensayo general que se interpretó dos veces más en agosto y se convirtió en una de las obras más populares del compositor durante su vida. Richard Wagner asistió a una representación de esta nueva versión en la Salle Vivienne el 1 de febrero de 1842. El 5 de febrero le dijo a Robert Schumann que los pasajes del último movimiento de la sinfonía de Berlioz le parecían tan "magníficos y sublimes que nunca podrán ser superados".

## Discografía selecta
- 1959 – Désiré Dondeyne, Chorale Populaire de Paris, Musiciens des Gardiens de la Paix (Erato, LP). Forma parte de la colección Hector Berlioz: The Complete Works (2019 Warner Classics 0190295614447, disco 5).
- 1969 – Colin Davis, John Alldis Choir, Orquesta Sinfónica de Londres (Philips 416 283-2).
- 2012 – Ole Kristian Ruud, Banda de Estado Mayor de las Fuerzas Armadas de Noruega.
- 1989 – John Wallace, The Wallace Collection (Nimbus).
- 2003 – Philippe Ferro, Orchestre d'harmonie des gardiens de la paix de la Préfecture de Police de Paris (Calliope).
- 2010 – Thierry Fisher, Susanna Mälkki, Orquesta Nacional de la BBC de Gales (BBC Music Magazine).